# فيرنر كيرن (لاعب كرة قدم)
فيرنر كيرن (بالألمانية: Werner Kern) هو لاعب كرة قدم ومدرب كرة قدم ألماني، ولد في 23 فبراير 1946 في ألمانيا. لعب مع بايرن ميونخ.

## وصلات خارجية
- فيرنر كيرن على موقع قاعدة بيانات كرة القدم.إي يو (الإنجليزية)